# Синичья славка Лайарда
Синичья славка Лайарда (лат. Curruca layardi) — вид птиц из семейства славковых. Вид назван в честь английского орнитолога Эдгара Лейарда (1824—1900). Ранее был в составе рода Parisoma внутри семейства тимелиевых, но исследования морфологии, образа жизни, издаваемых звуков и мтДНК, определили, что данный таксон должен относиться к роду Sylvia. Распространён в Южной Африке. Обитают в пустынях, в местностях, поросших кустарником средиземноморского типа и тропических и субтропических (низменных) засушливых кустарниковых местностях; на высоте от 1000 до 2500 метров над уровнем моря. Длина тела птиц около 15 см, хвоста — 7,3 см, крыла — 6,6 см, клюва — 1,7 см.
Известно четыре подвида:
- Curruca layardi aridicola (Winterbottom, 1958) — юго-запад и юг Намибии и север ЮАР (от северо-запада Северо-Капской провинции восточнее до Северо-Западной провинции и запада Фри-Стейта)[3];
- Curruca layardi barnesi (Vincent, 1948) — Лесото[3];
- Curruca layardi layardi (Hartlaub, 1862) — юго-запад ЮАР — от северо-запада Северо-Капской провинции (Порт-Ноллот) южнее до Западно-Капской провинции[3];
- Curruca layardi subsolana (Clancey, 1963) — Большое Карру и Малое Карру (юг ЮАР)[3].